# Saule, Pērkons, Daugava
«Saule, Pērkons, Daugava» («Сонце, Перконс, Да́угава») — латиська патріотична хорова пісня для змішаного хору з акомпанементом. Слова пісні є частиною поеми Райніса «Даугава» (1916). Музику написав композитор Мартіньш Браунс до вистави в театрі Валміери 1988 року (режисер Валентінс Макулевич). Пісня неодноразово входила до програми Латвійського фестивалю пісні та танцю.

## Історія

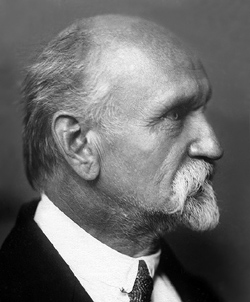
Райніс, автор поеми «Даугава»

Текст з восьми строф «Saule, Pérkons, Daugava», написаний 1916 року, був частиною драматичної поеми «Даугава» латиського поета Райніса (1865–1929). Поема була видана у вересні 1919, незадовго до нападу німецько-російської армії Бермонда на Ригу, та містила вимогу суверенітету Латвії. Перше видання книги було розкуплене протягом двох тижнів. Після поразки армії Бермонда в листопаді 1919 року поема була виконана в Національному театрі на честь першої річниці проголошення незалежності Латвії.
Вірш набув поширення 1988 року, коли композитор Мартіньш Браунс поклав текст на музику для вистави «Даугава» в театрі Валміера, режисером якої був Валентінс Макулевич. Прем'єра відбулася 19 червня 1988 року.
1990 року пісня була вперше виконана на Молодіжному фестивалі пісні і танцю (повністю), а потім влітку на Загальному фестивалі пісні та танцю Латвії (в скороченій версії без п'ятого куплету). «Saule, Pērkons, Daugava» швидко стала музичним символом Співочої революції й відтоді регулярно входить до програми фестивалів. Передумовою цього було те, що протести природоохоронців проти будівництва Даугавпілсської ГЕС в 1980-х роках на річці Даугаві поблизу Даугавпілса призвели до початку національного руху в другій половині 1980-х.
Після відновлення незалежності Латвії пісня залишалася популярною. В 2011 виникла пропозиція зробити її офіційним гімном Латвії, але не отримала широкої підтримки, як і підтримки композитора Браунса.
2018 року «Saule, Pérkons, Daugava» була визнана найкращою латвійською піснею сторіччя в опитуванні від Radio SWH, серед 136 779 тих, хто проголосували. Того ж року пісня у виконанні хору Латвійського радіо була видана в музичному альбомі «Даугава», який отримав премію «Золотий мікрофон» 2019 року.

### Стінопис
Під час фестивалю вуличного мистецтва у Ризі 2014 року вуличні художники Kiwie та Rudens Stencil створили на стіні будівлі вулиці Таллінас стінопис розміром 800 м2 з назвою «Saule. Pérkons. Daugava», який поєднує героїв пісні з орнаментом національного лієлвардського пояса.

### Каталонська версія
2014 року каталонська адаптація пісні «Ara és l'hora» («Зараз час») стала офіційним гімном руху за незалежність Каталонії. Ця версія була створена музикознавцем Jaume Ayats i Abeyà на слова вірша «Meditació última» каталонського поета Miquel Martí i Pol (1929–2003) та на музику Браунса, за його консультації.

## Текст
У сповненому символізму тексті, де є балтійські природні божества Saule (Сонце), Pērkons (Грім) та Dievs (Бог), річка Даугава та латвійський народ Latvei, йдеться про привабливість для іноземних держав країни з «Білим морем, зеленою землею». Річка долі Латвії, Даугава з'єднує воду життя і воду смерті та душі тих, хто співає. Текст поєднує ситуацію країни, яка бореться за незалежність від ворогуючих великих держав, з архаїчними міфами: боротьбою між Громом і Дияволом, легендами про живу і мертву воду та про походження Даугави:
Saule Latvi sēdināja

Tur, kur gali satiekas:

Balta jūra, zaļa zeme —

Latvei vārtu atslēdziņa.

Latvei vārtu atslēdziņa,

Daugavina sargātāja.

Sveši ļaudis vārtus lauza,

Jūrā krita atslēdziņa.

Zilzibeņu Pērkons sper,

Velniem nēma atslēdziņu,

Nāvi, dzīvi Latve slēgs:

Baltu jūru, zaļu zemi.

Saule Latvi sēdināja

Baltas jūras maliņā,

Vēji smiltis putināja,

Ko lai dzēra latvju bērni?

Saule lika Dieviņam

Lai tas raka Daugaviņu.

Zvēri raka, Dievinš lēja

No mākoņa dzīvūdeni.

Dzīves ūdens, nāves ūdens

Daugavā satecēja —

Es pamērcu pirksta galu,

Abus jūtu dvēselē.

Nāves ūdens, dzīves ūdens —

Abus jūtam dvēselē.

Saule mūsu māte,

Daugav' sāpju aukle,

Pērkons velna spērējs

Tas mūsu tēvs.